# Parafia Matki Bożej Królowej Polski w Grzmiącej
Parafia pw. Matki Bożej Królowej Polski w Grzmiącej – rzymskokatolicka parafia należąca do dekanatu Barwice, diecezji koszalińsko-kołobrzeskiej, metropolii szczecińsko-kamieńskiej. Parafia erygowana 16 października 1946 roku.

## Historia parafii
Do 1945 roku Grzmiąca i jej okolice były w większości zamieszkane przez protestantów. Wieś była siedzibą parafii Grzmiąca, z kaplicami w Suchej, Lubogoszczy, Wielawinie i Storkowie. Parafia należała do dekanatu (Kirchenkreis) w Szczecinku. W roku 1940 parafia liczyła 2.699 parafian. Od 1945 roku na terenie parafii mieszkają głównie katolicy, toteż dla protestanckich mieszkańców tego regionu nabożeństwa zostały przeniesione do Białogardu, gdzie są odprawiane w języku niemieckim.

## Miejsca święte

### Kościół parafialny
Kościół pw. Matki Bożej Królowej Polski w Grzmiącej
Kościół parafialny w Grzmiącej został wybudowany w 1600 roku.

### Kościoły filialne i kaplice
- Kościół pw. Matki Bożej Królowej Polski w Czechach
- Kościół pw. św. Józefa Oblubieńca NMP w Mieszałkach
- Kościół pw. św. Stanisława BM w Nosibądach
- Kaplica pw. Miłosierdzia Bożego w Suchej

## Duszpasterze

### Proboszczowie parafii w Grzmiącej

#### Okres protestancki
1. Andreas Kühn, 1582-1611
2. Samuel Andreas Blankenburg, 1612-1656
3. Michael Buges, 1656-1718
4. Jakob Wycke (Wodecke), 1718-1729
5. Martin Gottfried Eberhardi, 1730-1748
6. Christoph Heinrich Richter, 1749-1780
7. Johann Carl Gottlieb Plantikow, 1781-1785
8. Martin Ludwig Wilhelm Grüzmacher, 1786-1818
9. Johann Karl Georg Plantikow, 1820-1831
10. Friedrich Meinhof, 1832-1842
11. Johannes Andreas August Dieckmann, 1842-1866
12. Friedrich Julius Richard Kasischke, 1866-1869
13. Eduard Hermann Havenstein, 1869-1876
14. Johannes Heinrich Ferdinand Nedtwig, 1876
15. Heinrich Ferdinand Rutzen, 1876-1889
16. Johannes Heinrich Ferdinand Nedtwig, 1890-1911
17. Gerhard Rutzen, 1911-1945

#### Okres parafii katolickiej
1. ks. Władysław Pogorzelski (1946-1955)
2. ks. Mieczysław Herman (1955)
3. ks. Stanisław Grzebalski (1955-1967)
4. ks. Tadeusz Cyris (1967-2005)
5. ks. Tadeusz Liman (2005-2022)
6. ks. Mariusz Kuropatnicki (od 2022)